# 程正誼
程正誼（1540年—1619年），字叔明，號居左，浙江金華府永康縣人。明朝政治人物。

## 生平
隆慶元年（1567年）丁卯科浙江乡试第七十二名举人，隆慶五年（1571年）辛未科會試第二百六十九名，三甲二十一名進士，吏部觀政，初授武昌府推官，萬曆三年（1575年）擢刑部江西司主事，万历六年（1578年）七月往江南审决，八年升员外郎，晋郎中，九年往山东恤刑。十一年二月升雲南临安兵备副使。十三年以父憂去職，十七年正月復除四川川南道副使，同年十月升廣西左参政。二十一年升河南按察使，二十二年遷山东右布政使，二十三年改四川左布政使，為紫禁城三殿大工籌備木料，不擾商民。二十七年擢順天府府尹，方赴京，因进贡的蜀扇扇柄粗糙，不符標準，引罪歸里。

## 軼事
明人筆記《五雜俎》中對比了其與同榜進士虞懷忠的不同命運。

## 著作
著有《扆華堂集》、《沈青霞戍死始末》一卷。

## 家族
曾祖程彦泰。祖父程伯祥。父程养之。母孫氏。严侍下。